# Benjamin Mako Hill
Benjamin Mako Hill (Seattle, 2 dicembre 1980) è un hacker, attivista ricercatore statunitense.

## Biografia
È sviluppatore di software libero e collaboratore dei progetti Debian e Ubuntu, nonché autore di due libri tecnici, divenuti dei best seller: Debian GNU/Linux 3.1 Bible (ISBN 978-0-7645-7644-7) e The Official Ubuntu Book (ISBN 978-0-13-243594-9).
È membro del consiglio di amministrazione della Free Software Foundation. Hill si è laureato al Media Lab del MIT ed è attualmente ricercatore senior presso la Sloan School of Management del MIT, dove studia le comunità del software libero e modelli di business.
È anche un Fellow presso il MIT Center for Future Civic Media dove coordina lo sviluppo di software per le organizzazioni civiche, e lavora come consulente a contratto nel progetto One Laptop Per Child.
È tra i conferenzieri del progetto GNU, e fa parte del consiglio di amministrazione di Software Freedom International (l'organizzazione che organizza il Software Freedom Day).

## Debian
Ha collaborato come delegato del Debian Project Leader ed è fondatore e coordinatore di Debian Non-Profit, una distribuzione Debian progettata per soddisfare le esigenze organizzazioni non-profit di piccole dimensioni.
Inoltre ha fatto parte del consiglio di amministrazione di Software in the Public Interest dal marzo 2003 al luglio 2006, diventandone vicepresidente da agosto 2004.

## Ubuntu
Hill è anche uno sviluppatore e membro fondatore di Ubuntu, e continua ad avere un contributo attivo nel progetto.
In aggiunta a responsabilità tecniche, ha coordinato la costruzione di una comunità intorno al progetto Ubuntu in qualità di "responsabile del progetto comunitario" ("community manager"), cedendo poi il ruolo di Jono Bacon, durante il primo anno e mezzo di vita di Ubuntu.
Durante questo periodo, ha lavorato a tempo pieno per Canonical Ltd. nell'ambito del progetto Ubuntu, continuando a partecipare al "Consiglio di Comunità" ("Community Council"), con funzioni di supervisione di tutti gli aspetti non tecnici del progetto.

## Altri lavori
Oltre allo sviluppo di software, Hill ha una intensa attività di autore di libri accademici e manuali tecnici. Inoltre, suoi interventi sono pubblicato in atti di convegni, riviste, bollettini e riviste online.
È l'autore del Free Software Project Management HOWTO, il documento di riferimento in materia di gestione dei progetti FOSS, e ha pubblicato lavori accademici sul FOSS sotto il profilo antropologico e sociologico, e dal punto di vista della gestione e dell'ingegneria del software; ha scritto contributi, e tenuto conferenze, sui temi della proprietà intellettuale, del diritto d'autore, e, più in generale, sulla cooperazione.
Hill ha lavorato per diversi anni come consulente per i progetti FOSS specializzati nel coordinamento della pubblicazione di software libero o open source e nella strutturarazione delle attività di sviluppo per incoraggiare la partecipazione della comunità.
Trascorre una parte significativa del suo tempo viaggiando e tenendo incontri sul FOSS e sulla proprietà intellettuale, principalmente in Europa e Nord America.
Precedentemente, Hill ha lavorato come ricercatore a tempo pieno come presso il MIT Media Laboratory.
Fa parte dei consigli consultivi della Wikimedia Foundation, della Open Knowledge Foundation e dell'Ubuntu Community Council. Fa parte del consiglio di amministrazione della Free Software Foundation.

## Pubblicazioni
- Debian GNU/Linux 3.1 Bible (ISBN 978-0-7645-7644-7)
- The Official Ubuntu Book (ISBN 978-0-13-243594-9), trad. it. Linux Ubuntu. La guida ufficiale, Apogeo, 2006. ISBN 978-88-503-2549-8.